# 利連索爾島
利連索爾島（英語：Lilienthal Island）是南極洲的島嶼，位於格拉斯加爾島以北的文森灣，屬於多諾萬群島的一部分，根據美國海軍拍攝的空中照片繪入地圖，現時由南極條約體系管理。